# علي بن يوسف اللخمي
علي بن يوسف اللخمي الشطنوفي ، مؤرخ وفقيه مسلم، (644 - 713 هـ = 1246 - 1314 م) له كتاب بهجة الأسرار ومعدن الأنوار. يعود أصله إلى إقليم البلقاء جنوب الشام (حاليا في الأردن)، وتحديدا إلى الجيزة في الأردن.

## نسبه
علي بن يوسف بن حريز بن معضاد اللخمي، أبو الحسن، الشطنوفي: عالم بالقراآت، كان شيخ الديار المصرية في عصره. من فقهاء الشافعية. أصله من البلقاء بالشام، ومولده ووفاته بالقاهرة.

## كتبه
له «بهجة الاسرار ومعدن الأنوار - ط» في أخبار الشيخ عبد القادر الجيلي ومناقبه.
قال ابن حجر: ذكر فيه غرائب وعجائب وطعن الناس في كثير من حكاياته وأسانيده فيه.

## سيرته
والشطنوفي من اعلام عصر المماليك في مصر فهو كان شيخ المقارئ المصرية في عصره وله مكانة كبيرة في تاريخ التصوف الإسلامي.والشّطّنوف (بفتح أوله وتشديد ثانية وفتح النون واخره فاء)، نسبة إلى قرية شطانوف وهي بلدة في مصر من نواحي كورة الغربية عنده يفترق النيل فرقتين، فرقة تمضي شرقياً إلى تنيس ودمياط وفرقة تمضي غربياً إلى رشيد، على فرسخين من القاهرة. وشطنوف: من كورة الغربية بينها وبين القاهرة مسيرة يوم واحد) وهي اليوم من نواحي مركز اشمون بمديرية (محافظة) المنوفية.ولد عام (644هـ) وأصله من عمان وتوفي في القاهرة عام (713هـ). قال الأمام الذهبي في كتابه (معرفة القراء الكبار)،وهو محقق في القاهرة من قبل محمد سيد جاد الحق(لقد حضرت مجلس أقرائه وأستأنست بسمته وسكونه)، وكان الشطنوفي ذا غرام كبير بالشيخ عبد القادر الجيلاني. جمع أخباره ومناقبه فيها ما يقرب ثلاث مجلدات بكتابه بهجة الأسرار ومعدن الأنوار في مناقب الباز الأشهب (كتاب) وقام جمال الدين فالح الكيلاني بتحقيقه ودراسته .
تلقى العلوم على يد شيوخ عصره، درس اللغة العربية والفقه على المذهب الشافعي إلى أن أصبح عالماً يُشار إليه بالبنان في القراءات والنحو واللغة والفقه وجلس للتدريس بالجامع الطولوني وجامع الحاكم والجامع الأزهر. تصدر للأقراء في الجامع الأزهر في القاهرة وتكاثر عليه الناس لأجل الفائدة منه ويروى انه عمل على الشاطبية، شرحاً جيداً.ويعد بهجة الأسرار، أهم مؤلفات الشطنوفي وبهِ عرف وبهِ أرتبط اسمهُ، حيث شُغف المؤلف بحب الشيخ عبد القادر ودّون فيه كتابه في ثلاث مجلدات موزعة على واحد وأربعون، وتكمن أهمية (البهجة) أن مؤلفها أول من افرد كتابا عن المترجم له وهو أقدم من أشتغل بها كسيرة شخصية، حيث أن الشطنوفي ولد عام 644هـ/1246 م، والشيخ عبد القادر الجيلاني توفي عام 561هـ/1163م، وهذه المدة القصيرة نسبيا تسمح لمن يكتب أن يسمع ويدون، ممن عاصر اوسمع.

## انظر
- بهجة الأسرار ومعدن الأنوار في مناقب الباز الأشهب (كتاب)